# McClusky
McClusky is een plaats (city) in de Amerikaanse staat North Dakota, en valt bestuurlijk gezien onder Sheridan County.

## Demografie
Bij de volkstelling in 2000 werd het aantal inwoners vastgesteld op 415.
In 2006 is het aantal inwoners door het United States Census Bureau geschat op 337, een daling van 78 (-18,8%).

## Geografie
Volgens het United States Census Bureau beslaat de plaats een oppervlakte van
1,0 km², geheel bestaande uit land. McClusky ligt op ongeveer 586 m boven zeeniveau.

## Plaatsen in de nabije omgeving
De onderstaande figuur toont nabijgelegen plaatsen in een straal van 40 km rond McClusky.